# Serebro
Serebro (tiếng Nga: Серебро, IPA: [sʲɪrʲɪˈbro] ⓘ, nghĩa đen. 'Silver'; viết cách điệu thành SEREBRO) là một nhóm nhạc nữ người Nga do nhà quản lý kiêm nhà sản xuất Maxim Fadeev thành lập.
Đĩa đơn quốc tế đầu tiên của nhóm dưới trướng hai công ty Ego Music và Universal Music Group có tựa đề "Mi Mi Mi" đã từng rất thành công trên các bảng xếp hạng âm nhạc châu Âu.
Sau quá trình phát triển hình ảnh và âm nhạc thì nhóm đã được biết đến với phong cách vô cùng phóng khoáng gợi cảm và đỉnh của đỉnh. Một vài trong số các video âm nhạc của nhóm đã dẫn tới tranh luận trái chiều trên các phương tiện truyền thông, bao gồm "Mama Lover" và "Mi Mi Mi".

## Danh sách đĩa nhạc
- Năm 2009: ОпиумRoz
- Năm 2012: Mama Lover
- Năm 2016: Сила трёх

## Thời gian lưu diễn
- Tour (2007–2009)
- Tour (2010–2012)
- Tour (2013)